# 伯格氏砂鰩
伯格氏砂鰩（學名：Psammobatis bergi），為軟骨魚綱鰩目單鰭鰩科砂鰩屬的一種，分布於西南大西洋巴西、烏拉圭及阿根廷海域，深度360至731公尺，體長可達47.5公分，棲息在深海軟底質海域，為底棲性魚類，屬肉食性，卵生, 生活習性不明。